# Xã Washington, Quận Warren, Ohio
Xã Washington (tiếng Anh: Washington Township) là một xã thuộc quận Warren, tiểu bang Ohio, Hoa Kỳ. Năm 2010, dân số của xã này là 2.717 người.